# Octave Penguilly L'Haridon
Octave Penguilly L'Haridon, né le 4 avril 1811 à Paris et mort le 3 novembre 1870 à Paris 7e, est un peintre, dessinateur, graveur et illustrateur français.
Lieutenant-colonel, il termine sa carrière militaire comme conservateur du musée de l'artillerie à Paris et de la collection d'armes et d'armures de Napoléon III. Sa peinture manifeste une originalité qui s'éloigne des principes académiques traditionnels.

## Biographie
Provenant d'une famille d'origine finistérienne, Octavien (dit Octave) Penguilly L'Haridon est le fils du baron Penguilly L'Haridon, ancien commissaire des guerres de la Vieille Garde impériale, et de Louise Marie Labiche. Né le 4 avril 1811 à Paris, il demeure célibataire et meurt le 4 novembre 1870 à son domicile parisien, au 1, place Saint-Thomas-d'Aquin.
Il « appartenait tout à la fois à l'armée, aux beaux-arts et à la société parisienne. »

## Carrière militaire
Le 23 octobre 1831, Octave Penguilly L'Haridon est admis à l'École polytechnique et rejoint en 1833, en qualité de sous-lieutenant, l'École d'application d'artillerie à Metz. Sorti lieutenant le 1er octobre 1835, il devient capitaine le 21 novembre 1841 et commande la 7e batterie du 7e régiment de 1848 à 1852. Rejoignant ensuite l'École polytechnique (1853-1854) en tant qu'inspecteur des études, il est nommé, en 1856, conservateur du musée de l'Artillerie, en remplacement de Félicien de Saulcy, admis en retraite.
Promu chef d'escadron le 14 mars 1860, il termine sa carrière militaire en étant nommé, le 21 décembre 1866, au grade de lieutenant-colonel. Atteint par la limite d'âge, il est admis à la retraite d'ancienneté de son grade à compter du 16 mai 1869.

## Fonctions de conservateur

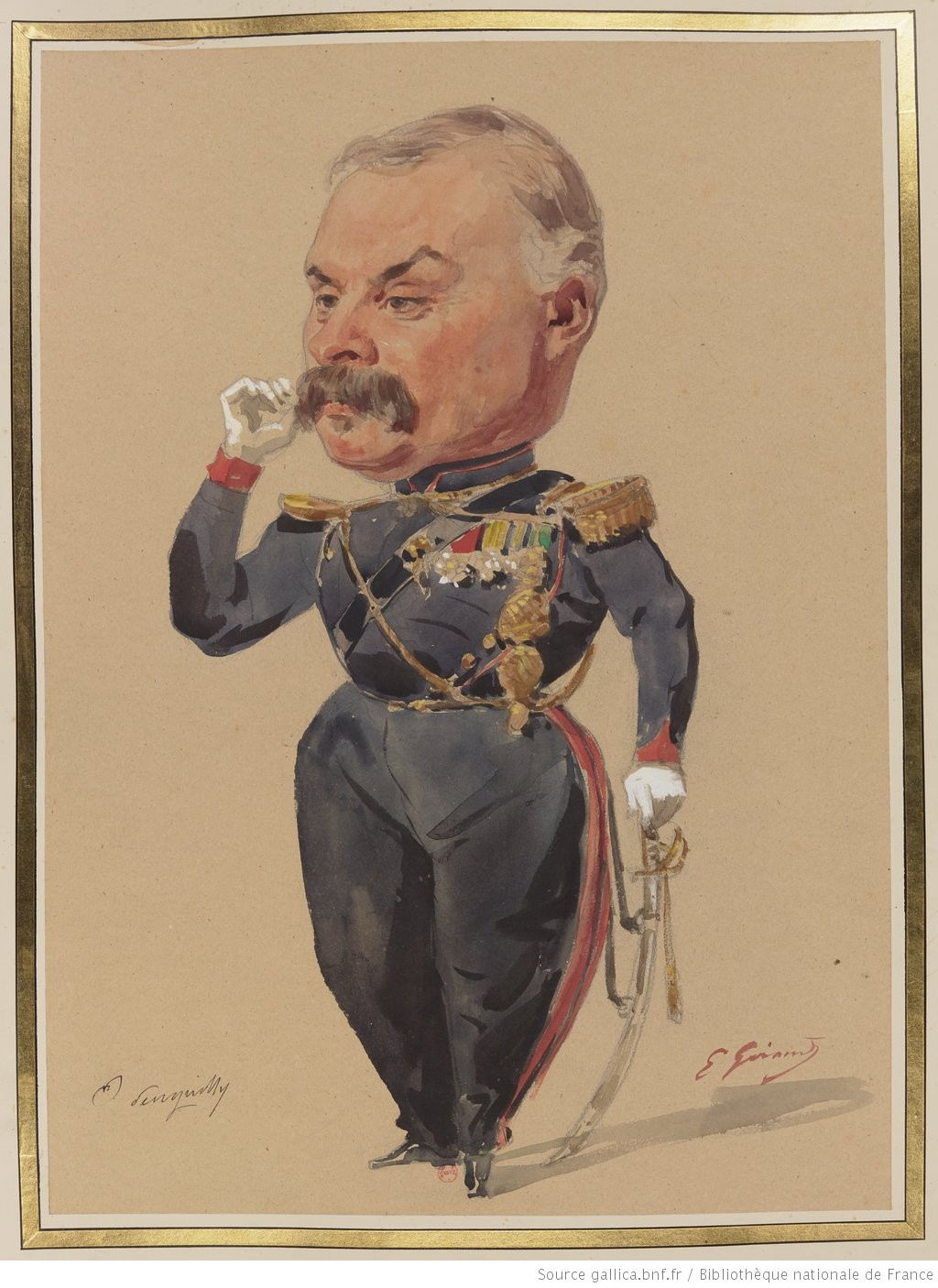
Eugène Giraud, Octave Penguilly L'Haridon (1866), aquarelle de l'album Les Soirées du Louvre, Paris, BnF.

Le 5 juin 1862, il reçoit au Musée de l'artillerie l'empereur Napoléon III pour lui présenter les pièces de canon, arrivées de Rhodes la veille, ainsi que la collection des armes chinoises récemment disposées.
La même année, il publie le Catalogue des collections composant le Musée d'artillerie. « Sous ce titre si peu éclatant, le lecteur trouvera un ouvrage qui a coûté d'immenses recherches et qui contient des trésors de savoir, un ouvrage de bénédictin » écrit le Journal des débats en 1863.
Napoléon III, admiratif de ce travail, le charge du classement de la collection de Pierrefonds et lui donne le titre honorifique de conservateur de sa collection d'armes.
Le 15 janvier 1869, Octave Penguilly L'Haridon est nommé, par décret, conservateur de la collection d'armures de la salle des Preuses, qui avait été complétée par plusieurs envois de l'empereur.
Mêlant de front l'arme et les arts, il met à profit ses rapports avec les grands collectionneurs et sa situation auprès de l'empereur pour faire bénéficier le musée de l'Artillerie de dons nombreux et importants.

## Carrière artistique
Parallèlement à sa carrière militaire d'officier d'artillerie, Octave Penguilly L'Haridon se consacre à sa passion pour le dessin puis la peinture. Alors qu'il est élève à l'École d'application à Metz, il participe en 1834 à l'exposition de la Société des amis des arts où il remporte une médaille. Dans son rapport, le jury est élogieux : « M. L'Haridon a exposé deux dessins qui décèlent dans leur auteur des dispositions remarquables pour la composition ; l'un dans le genre fantaisiste et exécuté à la mine de plomb, est intitulé : Concert de Venise ; l'autre exécuté à la plume, représente l'intérieur d'un corps de garde au XVIe siècle. (…) Si quelque circonstance enlevait M. L'Haridon à la carrière qu'il a embrassée, et lui permettait de se consacrer entièrement au doux commerce des Muses, on serait en droit d'attendre de lui, avant quelques années, des travaux remarquables. Une médaille de 2e classe est décerné à M. L'Haridon. »
La formation artistique de Penguilly L'Haridon débute dès 1835 par des cours de dessin de Nicolas-Toussaint Charlet. Il commence par présenter des dessins au Salon de 1835.
En 1840, L'Artiste, journal de la littérature et des beaux-arts, dresse ce portrait de lui : « un très-remarquable début de dessinateur, une véritable révélation, un nouveau venu qui mérite toutes les sympathies de la critique. Celui-là dessine comme vous ou moi pourrions écrire, si nous avions la main légère, une plume bien taillée, du beau papier glacé sous notre plume, un style sans fin, beaucoup d'idées dans la tête et beaucoup d'amour dans le cœur. »
Il présente ensuite sa première peinture au Salon de 1841 et envoie régulièrement ses œuvres à partir de 1846 jusqu’à sa mort. Il a su se démarquer, notamment grâce à son tableau Le Combat des Trente (1857, musée des Beaux-Arts de Quimper), œuvre réaliste par la multiplicité des détails. La Bretagne lui inspire des paysages et des évocations historiques qui feront l'objet d'illustration de livres sur cette région, comme Bretagne ancienne et moderne et Bretagne et Vendée.
Il présente au Salon de 1859 un paysage intitulé Les Petites mouettes (1858, musée des Beaux-Arts de Rennes), remarqué par Charles Baudelaire, dont le sujet, la composition et les couleurs prennent leurs distances avec les principes académiques traditionnels. Un peu plus tard, Octave Penguilly L'Haridon choisit de renouveler l'iconographie traditionnelle dans son tableau Les Bergers, conduits par l'étoile, se rendent à Bethléem (1863, Paris, musée d'Orsay). En effet, les bergers sont représentés ici comme des bédouins contemporains accompagnés de leurs chiens, et le lieu saint vers lequel ils se dirigent est en fait une bourgade en plein désert, signalée par une étoile qui la domine.
Le comte Horace de Viel-Castel écrit dans ses Mémoires, à la date du 24 juin 1861, que « la Princesse Mathilde s'extasie devant les dessins et tableaux du brave commandant Penguilly L'haridon. »
La Maison de l'empereur fait l'acquisition de plusieurs de ses tableaux : Les Binious bretons (1855), Le Combat des Trente (1857), Ronde d'officiers du temps de Charles Quint (1859), Les Petites mouettes (1859), Saint Jérôme (1861), Un tripot (1863), Bergers conduits par l'étoile se rendant à Bethléem (1863), La Leçon d'équitation (1864), Chevalier dictant une lettre à un moine (1865), Protée et ses phoques (1866), L'Enfant prodigue (1868), Côtes de Belleville (1869).

## Distinctions

### Médailles
- 1847 : médaille de 3e classe, peinture (genre).
- 1848 : médaille de 2e classe, peinture (genre).

### Décoration
- Officier de la Légion d'honneur (18 août 1862)[18],[19]. Chevalier du 28 octobre 1851[18],[20].

## Œuvres exposées aux Salons parisiens
Octave Penguilly L'Haridon expose d'abord des dessins, puis des peintures :
- 1835 :
  - Danse de paysans bretons, dessin à la plume ;
  - Marché de Bretagne, dessin à la plume ;
  - Corps-de-garde du temps de la ligue, dessin à la plume ;
  - Conte de fée, dessin à la plume ;
  - Bouteselle, dessin à la plume.
- 1836 : L'Espion, scène militaire du temps de Louis XIII, dessin à la plume.
- 1840 :
  - La Fête de ville, dessin à la plume ;
  - Trente vignettes pour le Roman Comique de Scarron, dessin à la plume.
- 1841 : Le Chemin perdu.
- 1842 : Les Deux chevriers.
- 1843 : Les Fourberies de Scapin, dessin.
- 1846 :
  - Parade ;
  - La Sentinelle ;
  - Le Ravin.
- 1847 :
  - Un tripot ;
  - Intérieur de la ferme, ancienne collection du duc de Montpensier ;
  - Un mendiant, ancienne collection du duc de Montpensier ;
  - Paysage par un temps de pluie.
- 1848 :
  - Écueils sur l'île de Batz par une marée basse de l'équinoxe (Finistère) ;
  - Combat de Don Quichotte contre les moulins à vent ;
  - Retour de Don Quichotte.
- 1849 :
  - Don Quichotte voit berner Sancho Pança ;
  - Cabaret breton, costumes de Pont-l'Abbé et de Pleyben (Finistère).
- 1850 :
  - Les Maraudeurs
  - Halte de cavaliers flamands par une matinée d'hiver ;
  - Dimanche avant les vêpres ;
  - Cabaret breton un jour d'assemblée ;
  - Souvenir d'Alsace (clair de lune) ;
  - Au clair de lune ;
  - Vieux troubadour ;
  - Lansquenet ivre ;
  - Tête de buveur ;
  - La Danseuse et le feu-follet ;
  - Le Sabbat.
- 1852 :
  - Calvin ;
  - Les Approches d'une tempête sur les côtes du Finistère, à marée montante ;
  - Mendiant assis près d'une fontaine consacrée à la Vierge (Finistère).
- 1853 :
  - Le Cavalier. Paysage.
- 1855 :
  - Un inventeur ;
  - Binious breton
  - Le tripot, précédemment exposé au Salon de 1847 ;
  - Une vedette gauloise ;
  - L'Invitation.
- 1857 : Le Combat des Trente.
- 1859 :
  - Train d'artillerie du temps de Louis XIII, en marche vers la fin du jour ;
  - Le Coup de l'étrier ;
  - Une ronde d'officiers du temps de Charles-Quint ;
  - Petite danse macabre : la Mort, dans une ronde symbolique, entraîne les quatre Âges de la vie humaine ;
  - La Plage, souvenir des environs de Saint-Malo ;
  - Les Approches des montagnes, souvenir des Pyrénées, versant Espagnol, coucher du soleil ;
  - La Plaine de Carnac et ses menhirs (Morbihan) ;
  - Les Petites mouettes, rivage de Belle-Isle-en-Mer, Port-Donan (Morbihan).
- 1861 :
  - Les Rochers du Grand Paon, île de Bréhat ;
  - Mort de Judas ;
  - Saint Jérôme.
- 1863 :
  - Les Bergers, conduits par l'étoile, se rendent à Bethléem, huile sur toile, 61 × 96 cm[22]
  - L'Arrivée à l'auberge ;
  - La Leçon d'équitation : ajuster les rênes.
- 1864 :
  - Arrivée des mages à Bethléem ;
  - L'Ouragan.
- 1865 :
  - Chevalier dictant une lettre à un moine (XVe siècle) ;
  - La Plage.
- 1866 : Protée et ses phoques (Homère, Odyssée ; livre IV. Récit de la déesse Idothée).
- 1867 :
  - Persée et Andromède ;
  - La Bohémienne.
- 1868 :
  - Promenade sur le bord de la mer ;
  - L'Enfant prodigue.
- 1869 :
  - Les Spatules ;
  - Côtes de Belleville.
- 1870 :
  - Ville romaine bâtie aux pieds des Alpes-Dauphinoises quelque temps après la conquête des Gaules ;
  - Une venta dans la Manche.

Œuvres d'Octave Penguilly L'Haridon
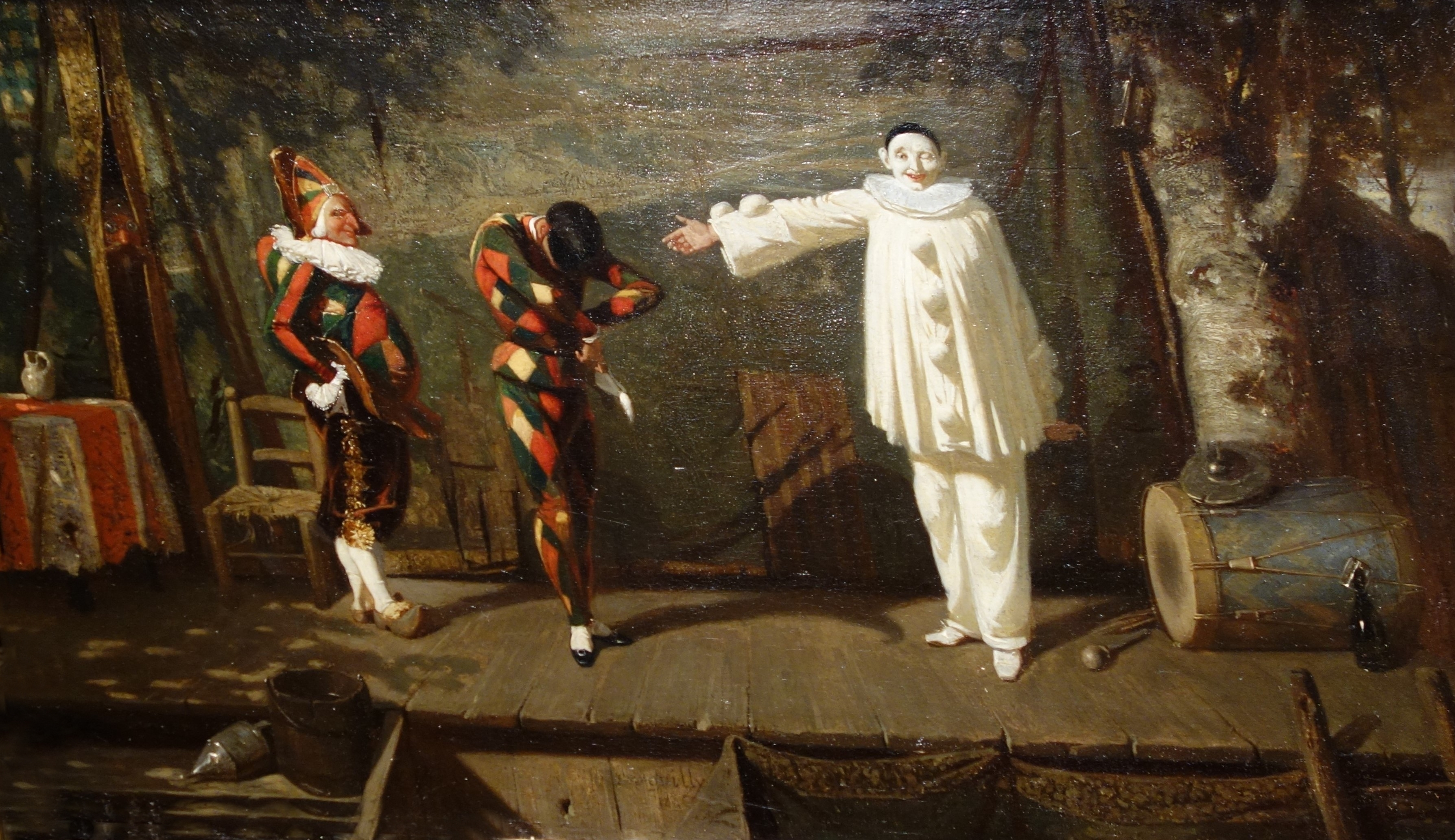
Parade (1846), Poitiers, musée Sainte-Croix.
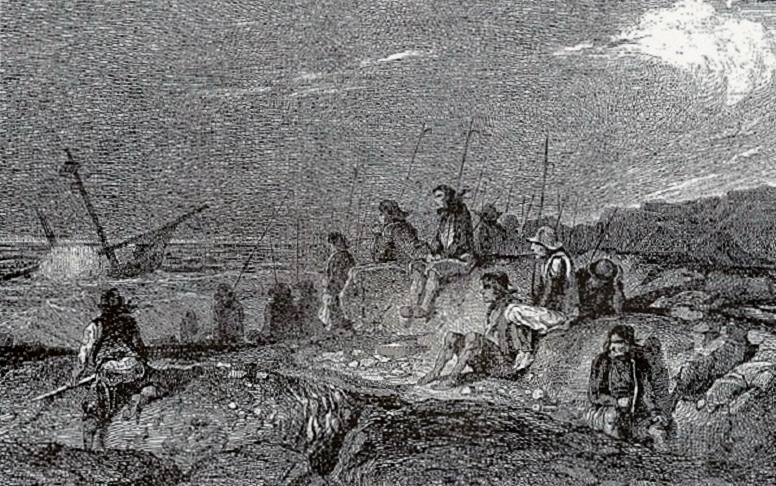
Les Pilleurs de la mer (1848), gravure.
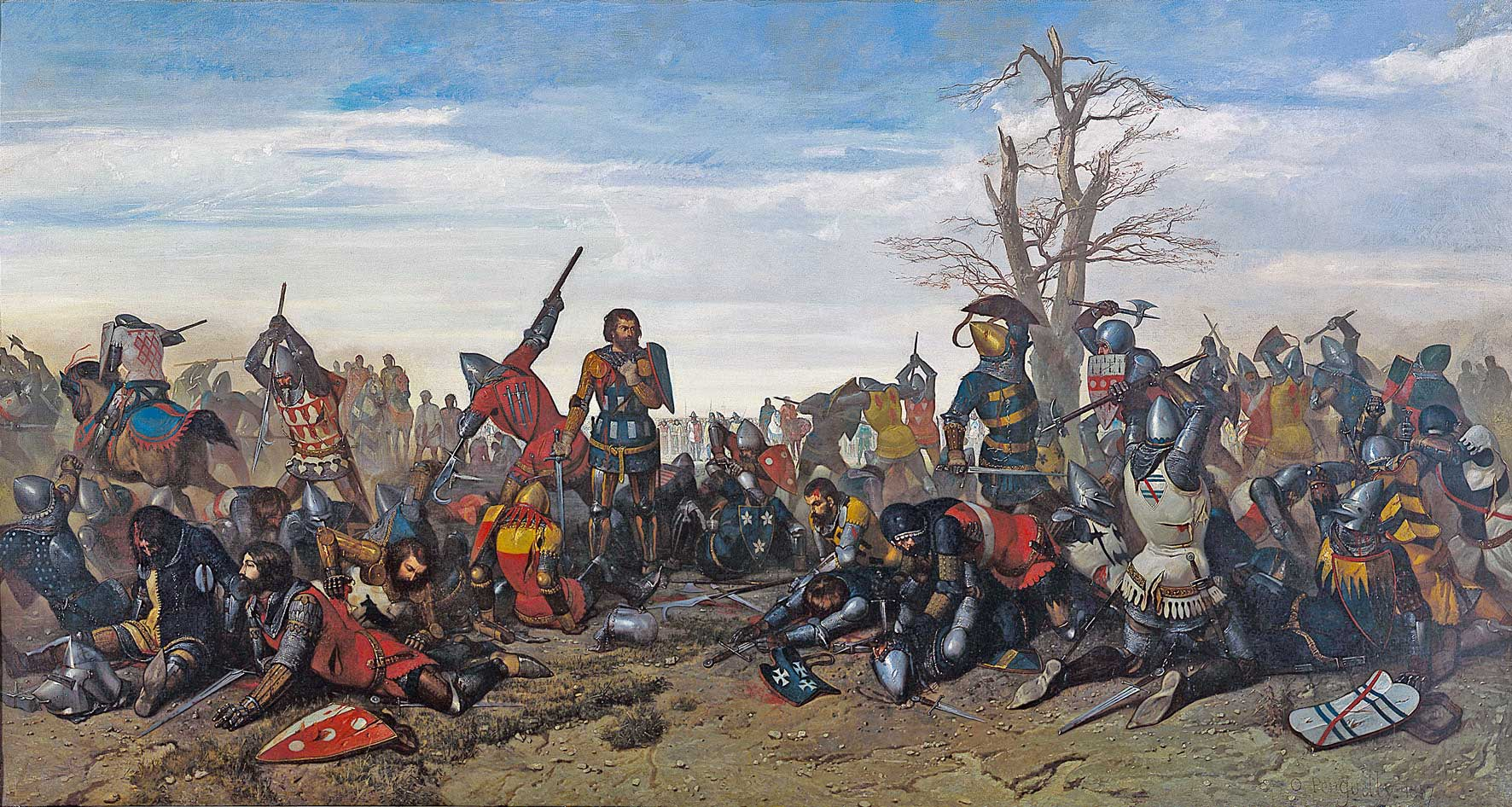
Le Combat des Trente (1857), musée des Beaux-Arts de Quimper.
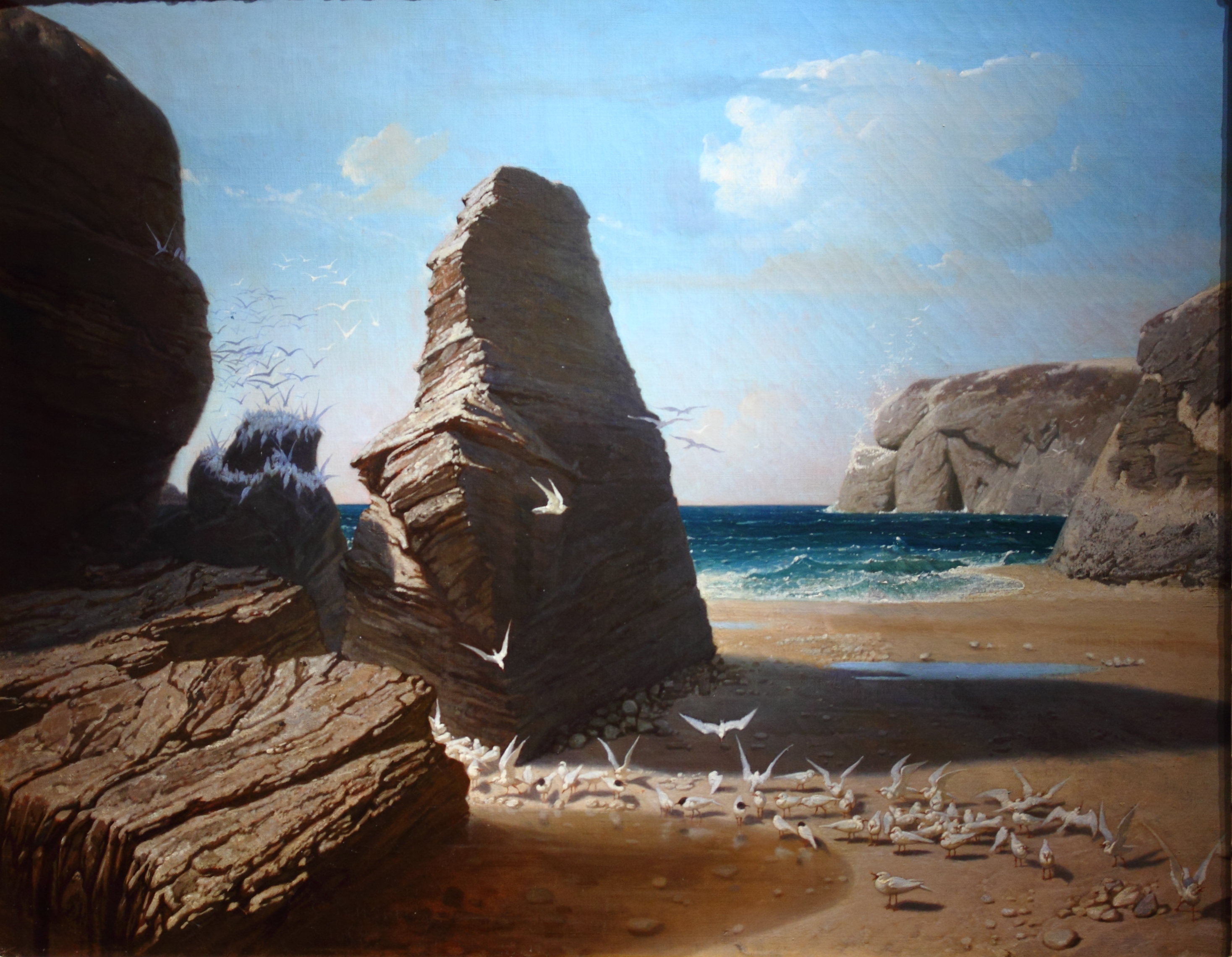
Les Petites mouettes, rivage de Belle-Isle en mer (1858), musée des Beaux-Arts de Rennes[23].
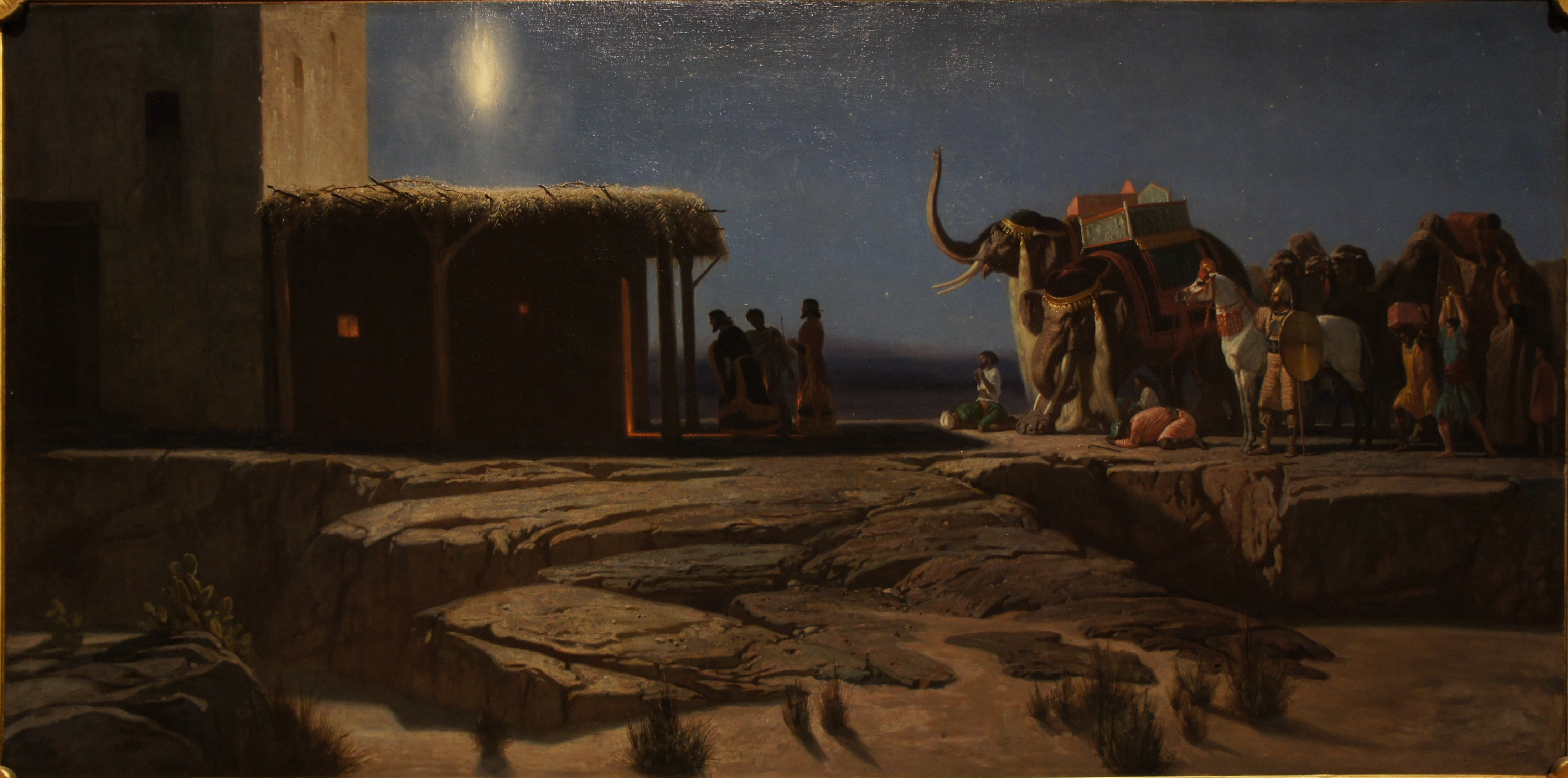
L'Arrivée des Mages à Bethléem (1864), musée des Beaux-Arts de Reims.

Parmi ses autres œuvres : 
- Les Rochers du Grand Paon, île de Bréhat, 1861, huile sur toile, collection particulière[24] ;
- Les Bergers, conduits par l'étoile, se rendent à Bethléem, 1863, huile sur toile, Paris, musée d'Orsay[25] ;
- Côtes de Belleville, 1868, huile sur toile, Paris, Petit Palais[26].

## Dessins, gravures et illustrations
Dessins d'Octave Penguilly L'Haridon ayant appartenu au marquis de Chennevières :
- 13 dessins à la pierre noire, à la mine de plomb et à l'aquarelle, dont :
  - Une cour de ferme ;
  - Un gibet ;
  - Paysages montagneux ;
  - Études d'arbres.
- 19 dessins à la mine de plomb, à la plume, à la sanguine et au lavis de bistre, dont :
  - Un cardinal assis à table ;
  - La Toilette ;
  - La Centauresse ;
  - Arrivée des mages à Bethléem ;
  - Une fête villageoise ;
  - Costumes.

Octave Penguilly L'Haridon a gravé à l'eau-forte :
- Frontispices de Lénore et du Conseiller Krespel, dans la Pléïade de Curmer, 1842 ;
- XVe siècle, l'Étude ;
- Latréaumont ;
- Halte flamande ;
- La Sorcière de village ;
- Les Truands (pour L'Artiste) ;
- Un philosophe, vendeur de mort-aux-rats ;
- Pèlerin montant au Calvaire ;
- Hommes d'armes ;
- Scène d'intérieur.

Il a illustré divers ouvrages : La Bretagne, et Bretagne et Vendée de Pitre-Chevalier, Les Français peints par eux-mêmes, et plusieurs des figures du Béranger de 1847.

## Publications
- Octave Penguilly L'Haridon, Catalogue des collections composant le Musée d'artillerie, Paris, Charles de Mourgues frères, 1862 (lire en ligne).
- Octave Penguilly L'Haridon, Catalogue des collections du Cabinet d'armes de S. M. l'empereur, Paris, Librairie centrale, 1865 (lire en ligne).